# لئونارد داروین

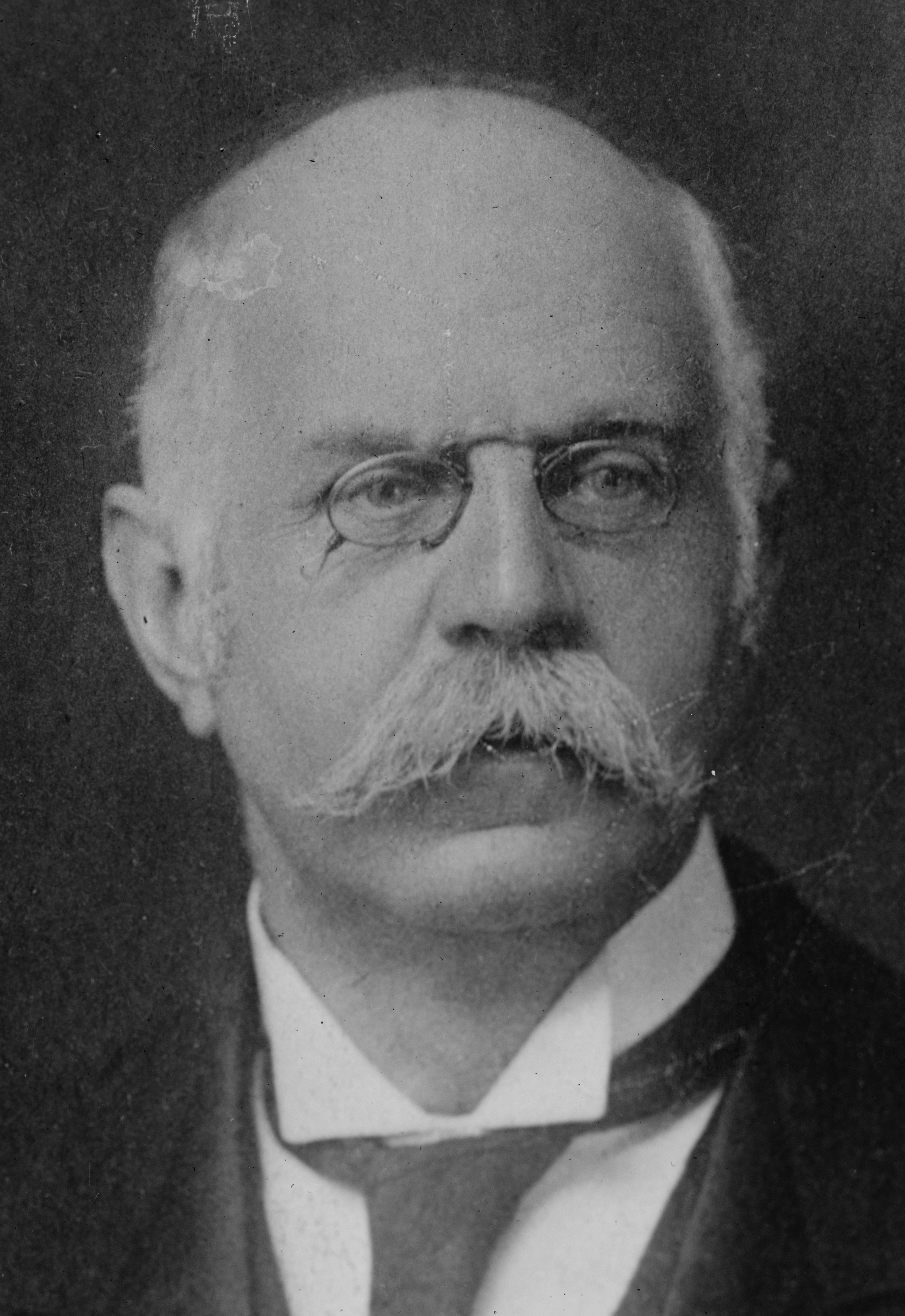
لئونارد داروین

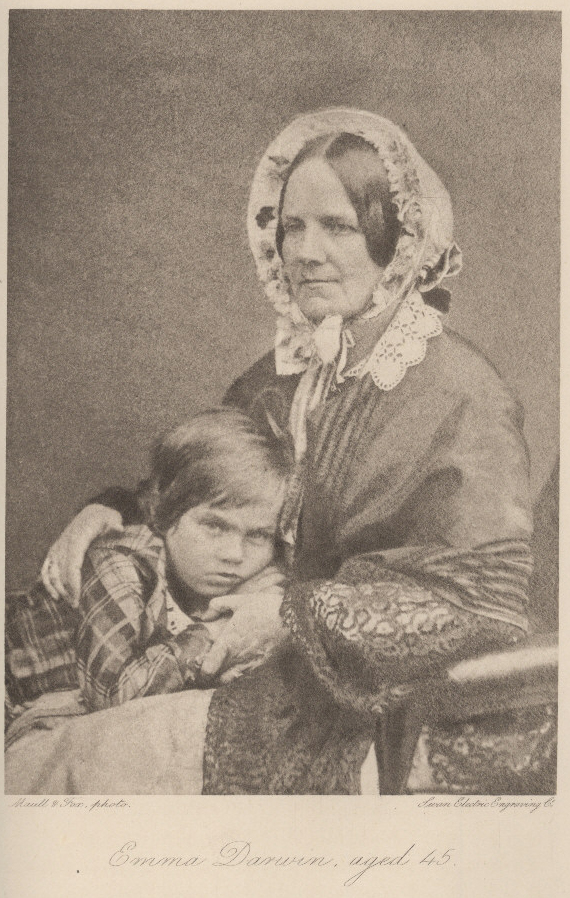
لئونارد داروین در کودکی همراه مادرش اما داروین

سرگرد لئونارد داروین(به انگلیسی: Leonard Darwin) (زاده ۱۵ ژانویه ۱۸۵۰ –درگذشته ۲۶ مارس ۱۹۴۳)، پسر زیست‌شناس انگلیسی چارلز داروین سرباز، سیاستمدار و اقتصاددان بود. او همچنین طرفدار برجستهٔ اصلاح نژاد و معلم آمار زیست‌شناس فرگشتی رانلد فیشر بود.